# アウトバーン 94
アウトバーン 94（ドイツ語: Bundesautobahn 94, BAB 94 または A 94）はドイツの高速道路、アウトバーンの一路線である。
西のバイエルン州ミュンヘンから東のマルヒングまで71 kmの路線を持つ主要道路である。2018年現在、複数の区間の分断され、未完成である。未完成の区間は工事中または計画調整中である。最終的長さは156 kmになる予定。